# Magicicada
Magicicada är ett släkte med sju arter av insekter som ingår i familjen Cikador. Släktet kallas också periodiska cikador eftersom de i 13-års- eller 17-årsperioder lever nere i jorden som larver, för att inför förökningen komma upp, alla på en gång, och svärma under cirka två veckor.

## Kännetecken
Den vuxna imagon är 2,4 till 3,3 cm lång. Honorna är ofta något större än hannarna. Alla sju arterna har rödaktiga ögon vilka står ut från huvudet.

### Utseende
Den vuxna imagon har röda ögon, svartbrun kropp, och transparenta vingar med röda vener. Undersidan kan vara svart, orange eller randig, beroende på art.

### Läte
Stark sång, som kan nå upp till över 120 decibel.

## Utbredning
Östra USA och Kanada

## Levnadssätt/Ekologi
Dessa insekter lever nere i jorden som nymfer under 13-års- eller 17-årsperioder. Vid en given tidpunkt tar sig alla upp till markytan för att under sex till åtta veckor, svärma och föröka sig, varefter de dör. 

### Fortplantning

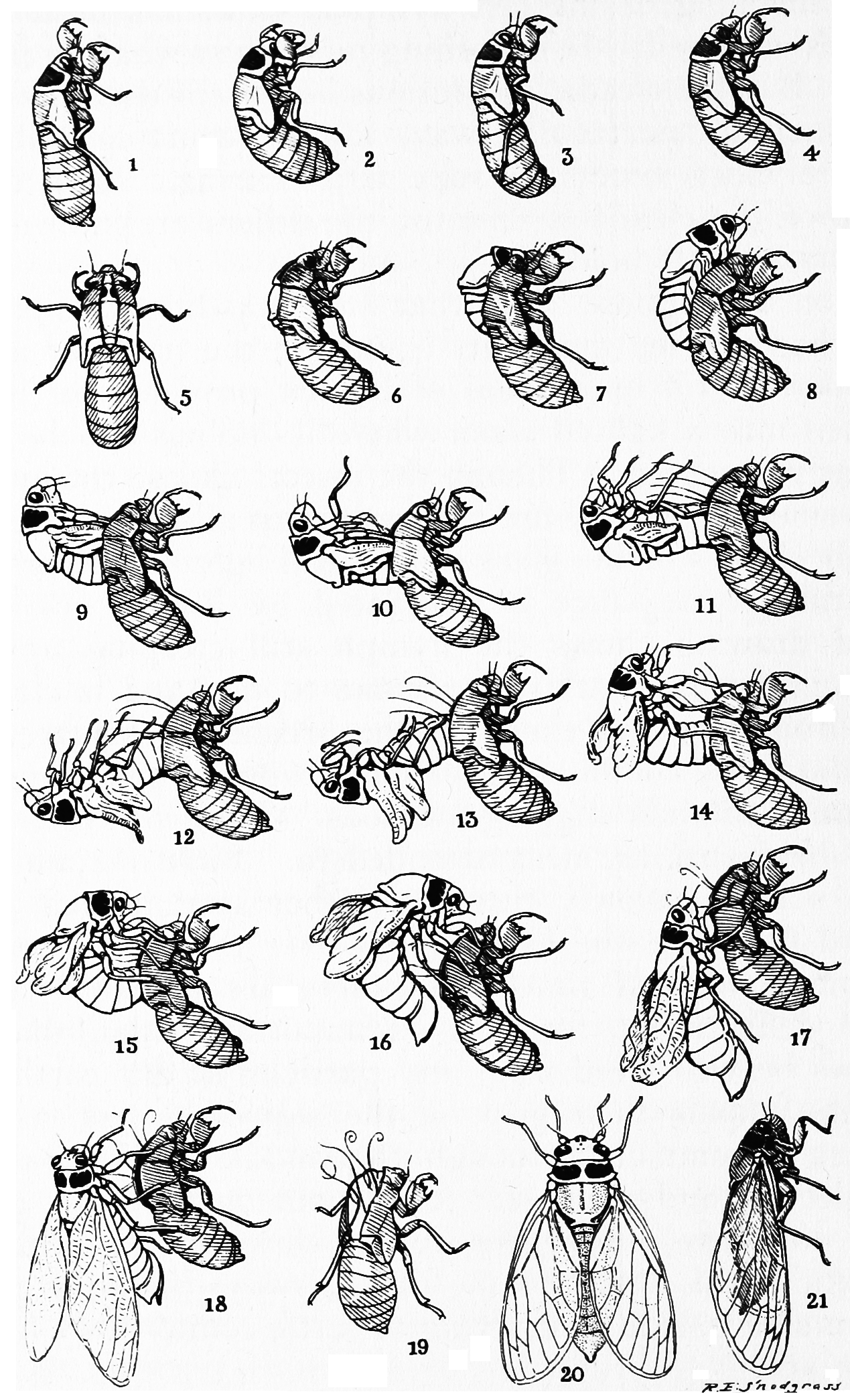
Utvecklingskedja från nymf till adult imago

### Föda
Larverna lever djupt nere i jorden, och livnär sig av Xylem, en stödjande vävnad i kärlväxter vilken består av en blandning av döda och levande celler som är lignifierade. De vuxna livnär sig av växtsaft från blad och liknande, under de få veckor de vistas ovanför marken.

## Taxonomi/Systematik
Kladogram enligt Catalogue of Life:
| Magicicada | \| \| Magicicada cassini \| \| \| \| \| \| Magicicada neotredecim \| \| \| \| \| \| Magicicada septendecim \| \| \| \| \| \| Magicicada septendecula \| \| \| \| \| \| Magicicada tredecassini \| \| \| \| \| \| Magicicada tredecim \| \| \| \| \| \| Magicicada tredecula \| \| \| \| |
|            | \| \| Magicicada cassini \| \| \| \| \| \| Magicicada neotredecim \| \| \| \| \| \| Magicicada septendecim \| \| \| \| \| \| Magicicada septendecula \| \| \| \| \| \| Magicicada tredecassini \| \| \| \| \| \| Magicicada tredecim \| \| \| \| \| \| Magicicada tredecula \| \| \| \| |
|            | Magicicada cassini |
|            | |
|            | Magicicada neotredecim |
|            | |
|            | Magicicada septendecim |
|            | |
|            | Magicicada septendecula |
|            | |
|            | Magicicada tredecassini |
|            | |
|            | Magicicada tredecim |
|            | |
|            | Magicicada tredecula |
|            | |